# فردریک مندی (بازیکن فوتبال، زاده ۱۹۷۳)
فردریک مندی (انگلیسی: Frédéric Mendy؛ زادهٔ ۲۹ نوامبر ۱۹۷۳) بازیکن فوتبال اهل فرانسه است.
از باشگاه‌هایی که در آن بازی کرده‌است می‌توان به باشگاه فوتبال باستیا و باشگاه ورزشی مون‌پلیه اشاره کرد.